# Acontia luteola
Acontia luteola är en fjärilsart som beskrevs av Saalmüller 1891. Acontia luteola ingår i släktet Acontia och familjen nattflyn. Inga underarter finns listade i Catalogue of Life.